# 莎朗·韦克斯曼
莎朗·韦克斯曼 (英語：Sharon L. Waxman, 1963年—)是一位美国作家和记者。

## 生平
出生于一个美国犹太家庭，成长于克利夫兰 (俄亥俄州)。1985年毕业于巴纳德学院，1987年毕业于牛津大学圣安东尼学院。她在欧洲和中东担任了十年的外国记者，然后来到洛杉矶先后担任《华盛顿邮报》和《纽约时报》作家，报道好莱坞新闻。2009年创办好莱坞媒体杂志TheWrap。

## 著作
- 《流失国宝争夺战》，浙江大学出版社，ISBN 9787308128766